# Bíties
Bíties (en llatí: Bithyas, en grec antic: Βιθίας) va ser un militar númida que dirigia un considerable cos de cavalleria númida al servei del rei Masinissa I i sota ordres directes de Gulussa, fill del rei. El rei númida era aliat dels romans en la Tercera Guerra Púnica l'any 148 aC però Bíties va desertar i es va passar amb els seus homes als cartaginesos als quals va fer un bon servei durant la guerra.
Després de la caiguda de Cartago l'any 146 aC, Bíties va caure en mans de Publi Corneli Escipió Africà Emilià que el va portar a Roma i el va fer desfilar al seu triomf, però en lloc de ser executat després, com era costum, se li va permetre de residir a Itàlia sota vigilància.